# Chabua
Chabua là một thị xã và là nơi đặt ủy ban khu vực thị xã (town area committee) của quận Dibrugarh thuộc bang Assam, Ấn Độ.

## Địa lý
Chabua có vị trí 27°29′B 95°11′Đ / 27,48°B 95,18°Đ Nó có độ cao trung bình là 106 mét (347 foot).

## Nhân khẩu
Theo điều tra dân số năm 2001 của Ấn Độ, Chabua có dân số 7230 người. Phái nam chiếm 54% tổng số dân và phái nữ chiếm 46%. Chabua có tỷ lệ 78% biết đọc biết viết, cao hơn tỷ lệ trung bình toàn quốc là 59,5%: tỷ lệ cho phái nam là 83%, và tỷ lệ cho phái nữ là 72%. Tại Chabua, 11% dân số nhỏ hơn 6 tuổi.